# فانس هاينز
فانس هاينز (بالإنجليزية: C. Vance Haynes)‏ هو عالم إنسان أمريكي، ولد في 29 فبراير 1928 في سبوكين في الولايات المتحدة.

## وصلات خارجية
- فانس هاينز على موقع IMDb (الإنجليزية)